# Idioma catalán en la Región de Murcia

Dialectos del catalán.

El catalán se habló en algunas zonas de la actual Región de Murcia desde el siglo XIII hasta principios del siglo XVI, especialmente en las áreas de la Huerta de Murcia (desaparecido probablemente sobre 1400) y del Campo de Cartagena (cerca 1500), aunque se desconoce el número o la proporción de hablantes que hubo en dichas zonas. El catalán puede ser considerado como uno de los substratos del dialecto murciano, una variante geográfica del español con especial influencia del catalán, el aragonés y el mozárabe.
No ha de confundirse el valenciano alicantino que desde el siglo XIX se habla en la zona de El Carche con el dialecto valenciano que se habló históricamente en la región. Hoy día el valenciano prácticamente ha desaparecido de la Región de Murcia al hablar apenas una decena de personas ya mayores en la zona del Carche. Desde 2005 han comenzado a impartirse clases de valenciano en Yecla y poblaciones limítrofes con el apoyo de la Academia Valenciana de la Lengua, tras solicitarlo el propio Ayuntamiento de Yecla. Actualmente el valenciano prácticamente ha desaparecido de la pedanía, por lo que se han desarrollado acciones institucionales desde la Comunidad Valenciana para su conocimiento y uso, con poco éxito debido a la escasa demanda.